# Malcolm Delaney
Malcolm Hakeem Delaney (* 11. März 1989 in Baltimore, Maryland) ist ein US-amerikanischer Basketballspieler.

## Karriere

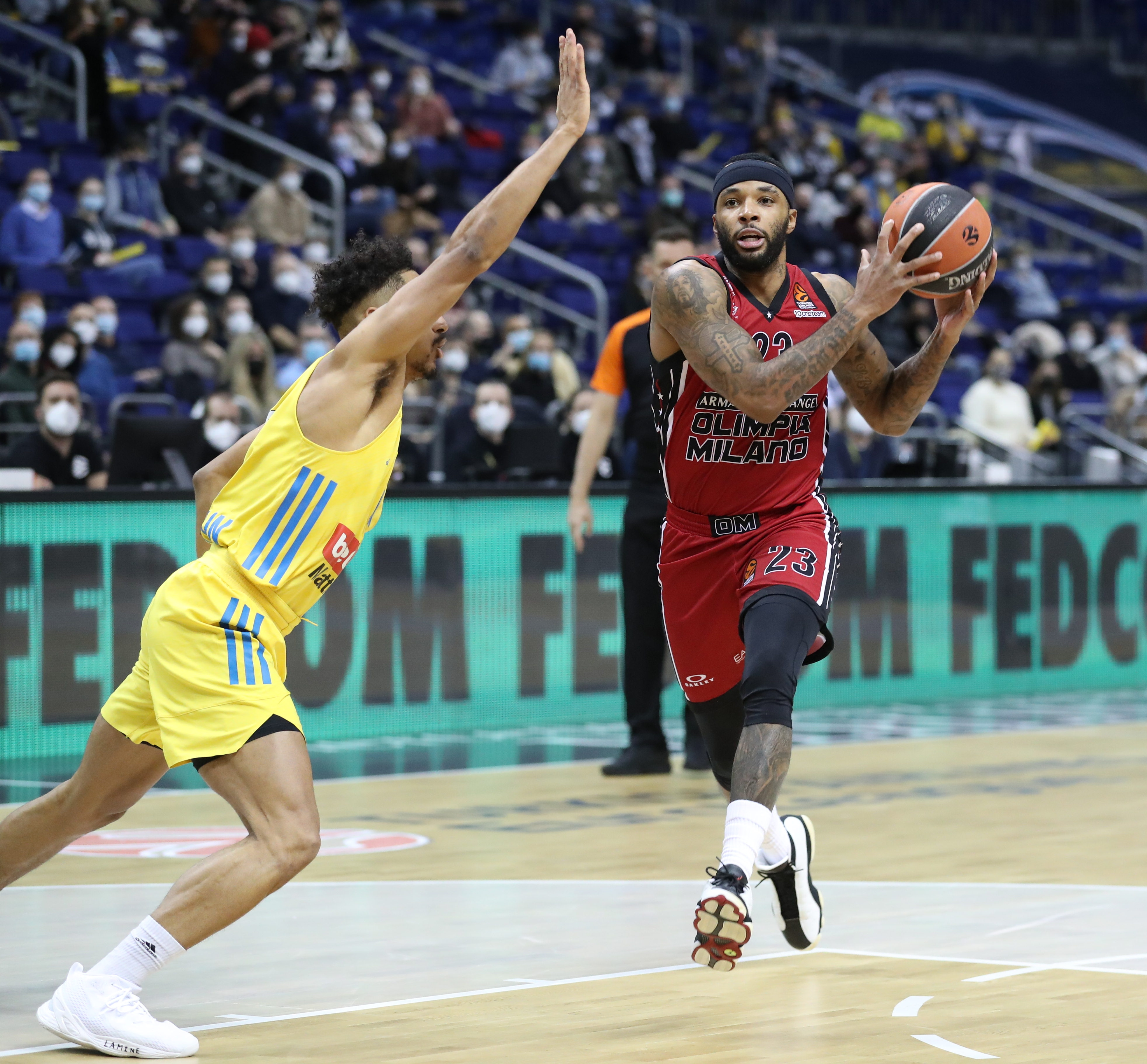
Delaney im Duell mit Maodo Lô (2021)

Der 1,91 m große Combo Guard Delaney spielte für die Hochschulmannschaft der Virginia Tech University. In seinen beiden letzten College-Jahren wurde er jeweils ins All-ACC First Team gewählt, jedoch in der anschließenden NBA-Draft 2011 von keiner Mannschaft ausgewählt. Daher ging Delaney im Sommer 2011 nach Europa und schloss sich dem französischen Erstligisten Élan Sportif Chalonnais an, mit dem er in der Saison 2011/12 das nationale Double aus Meisterschaft und Pokal holte. Zur Spielzeit 2012/13 wechselte Delaney zum ukrainischen Erstligisten BK Budiwelnyk Kiew und gewann dort ebenfalls die nationale Meisterschaft. Außerdem wurde er als Spieler des Jahres der ukrainischen Liga ausgezeichnet und ins All-Eurocup First Team gewählt.
Im Sommer 2013 unterzeichnete Delaney einen Vertrag beim deutschen Bundesligisten FC Bayern München. Am Saisonende holte er mit den Bayern die deutsche Meisterschaft und wurde sowohl Bundesliga-Spieler des Jahres als auch zum besten Spieler der Bundesliga-Finalserie gekürt. Im Buch 50 Jahre Basketball-Bundesliga wurde Delaneys Anteil an der Meisterschaft des FC Bayern mit den Worten eingeschätzt, er sei der Spieler gewesen, „der die Qualität hatte, den Überblick, Handlungsschnelligkeit und Abschlussstärke, um aus einer guten Mannschaft die beste der Liga zu machen“. Nachdem Delaney seinen auslaufenden Vertrag beim FC Bayern nicht verlängert hatte, wechselte er zur Saison 2014/15 zum russischen Erstligisten Lokomotive Kuban Krasnodar. Zur Saison 2016/2017 ging Delaney in die NBA zu den Atlanta Hawks. Er bestritt bis 2018 127 NBA-Spiele für Atlanta und erreichte dabei Mittelwerte von 5,7 Punkten sowie 2,8 Korbvorlagen.
In der Saison 2018/19 spielte Delaney bei den Guangdong Southern Tigers in der Volksrepublik China und 2019/20 beim FC Barcelona in Spanien. Anfang Juni 2020 vermeldete AX Armani Exchange Mailand seine Verpflichtung. Wegen einer Bauchmuskelverletzung, die ihn ab April 2022 zum Pausieren zwang, verpasste er die Endrunde der italienischen Meisterschaft, in der Mailand im Juni 2022 den Titel errang. Nach der Saison verließ er Mailand.

## Privates
Malcolm Delaney ist Betreiber einer Sports Bar in seinem Geburtsort Baltimore.

## Erfolge und Auszeichnungen
Mannschaftserfolge
- Italienischer Meister (2022)
- Deutscher Meister (2014)
- Ukrainischer Meister (2013)
- Französischer Meister  (2012)
- Französischer Pokalsieger (2012)

Individuelle Auszeichnungen
- Bundesliga: Bester Spieler der Finalserie (2014)
- Bundesliga-Spieler des Jahres  (2014)
- BBL All-First-Team (2014)
- Ukrainian SuperLeague Most Valuable Player (2013)
- All-Eurocup First Team (2013)
- All-ACC First Team (2010, 2011)